# Johanniter-Krankenhaus Geesthacht
Das Johanniter-Krankenhaus Geesthacht ist ein Allgemeinkrankenhaus mit 249 Betten in freigemeinnütziger Trägerschaft in Geesthacht im schleswig-holsteinischen Kreis Herzogtum Lauenburg. Es ist ein akademisches Lehrkrankenhaus der Universität Hamburg.

## Geschichte
Das Städtische Krankenhaus Geesthacht wurde 1946 gegründet und befand sich zunächst in einem zuvor als Jugendherberge genutzten Gebäude. 1951 wurde ein Klinikneubau bezogen.
Am 1. Januar 1982 übernahm die Johanniter-Gesellschaft für Krankenpflege im Kreis Herzogtum Lauenburg das Städtische Krankenhaus in ihre Trägerschaft und benannte es in Johanniter-Krankenhaus Geesthacht um. Bis Ende 1986 war die Stadt Geesthacht noch durch einen Überleitungsvertrag in die Führung des Krankenhauses einbezogen.
Bis Ende 2004 gehörte die Trägergesellschaft vollständig der Preußischen Genossenschaft des Johanniterordens. Mit Gründung der Johanniter GmbH am 23. Oktober 2003 wurden jeweils 51 % der zwölf deutschen Johanniter-Krankenhäuser in die neu gegründete GmbH überführt. Die örtlichen Genossenschaften halten die übrigen Anteile.
1986 wurde nach dreijähriger Bauzeit wiederum ein Neubau in Betrieb genommen. Das Land hatte sich unter Führung des damaligen Ministerpräsidenten Uwe Barschel mit 50 Mio. DM an der Errichtung des Neubaus in dessen Heimatstadt beteiligt.
1987 warf der damalige grüne Bundestagsabgeordneten Thomas Wüppesahl in einer Flugblattkampagne dem Krankenhaus Missstände in der Qualität der ärztlichen Arbeit vor. Gegen Wüppesahl kam es zu einer Reihe von Prozessen. In einem Strafprozess wegen Beleidigung wurde Wüppesahl 1988 freigesprochen, da das Gericht die Vorwürfe gegen das Krankenhaus als erwiesen ansah.
Im Jahre 1996 folgte ein Erweiterungsbau für den Fachbereich Psychiatrie.
Am 24. September 2024 wurde durch die Johanniter GmbH für das Krankenhaus ein Insolvenzverfahren in Eigenverwaltung beantragt.

## Struktur
Träger des Hauses ist die Johanniter GmbH mit Sitz in Berlin. Das Johanniter-Krankenhaus ist mit 249 Planbetten im Krankenhausplan 2010 des Landes Schleswig-Holstein aufgeführt.
Im Krankenhaus sind 680 Mitarbeiter in Voll- und Teilzeit beschäftigt, darunter sind 54,5 Arztstellen. Die Chirurgie verfügt über 76 Betten, davon vier Intensivbetten, die Innere Medizin über 76 Betten mit vier Intensivbetten, die Gynäkologie/Geburtshilfe über 52 Betten, die Psychiatrie über 50 vollstationären Betten und 12 tagesklinische Plätze, weitere Plätze sind für die Psychosomatik ausgewiesen.
Jährlich werden über 11.250 Patienten stationär und über 15.200 Patienten ambulant versorgt, im Haus finden etwa 600 Geburten pro Jahr statt. Das Krankenhaus sichert die Versorgung der Menschen aus Geesthacht und aus dem Südkreis des Herzogtum Lauenburgs.
Das LADR Zentrallabor MVZ Dr. Kramer & Kollegen unterstützt als regionaler Partner in direkter Nachbarschaft das Krankenhaus im Bereich Laboratoriumsmedizin.
In Nachbarschaft des Akutkrankenhauses betreibt das Johanniter-Krankenhaus Geesthacht GmbH eine geriatrische Klinik. Die Johanniter-Klinik für Geriatrie hat 67 voll stationäre Betten. 